# デスナ川

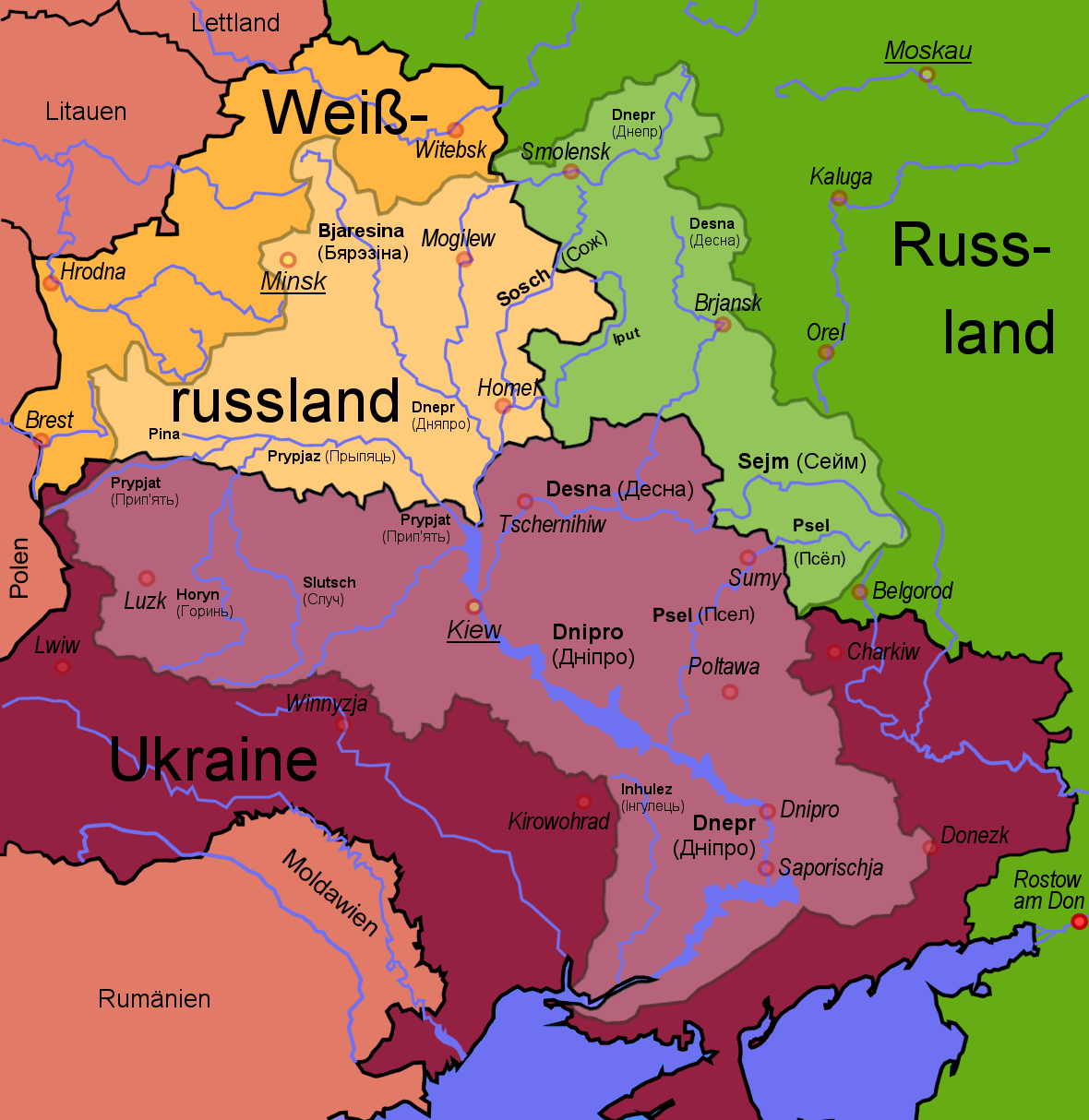
ドニプロ川流域

デスナ川（デスナがわ、ロシア語: Десна, ウクライナ語: Десна ; Desna）は、ロシアからウクライナへ流れる大きな河川。ドニプロ川の左支流である。川の名は、古東スラブ語で「右手」を意味する。長さは1,130km、流域面積は88,900平方km。ウクライナ北部の湿地帯・ポリーシャを流れる主要な河川の一つである。中流域のセイム川付近はかつてシヴェーリアと称した。
ウクライナ領内では川幅は60メートルから250メートルになり、深さは平均で3メートルほどになる。ドニプロ川との合流点付近での年間平均流量は360 m³/s となる。12月初頭から4月初頭にかけては凍結する。航行可能な部分は、河口からノーウホロド＝シーヴェルシクィイ（ノーヴゴロド＝セーヴェルスキイ）までの535kmほど。

## 流路
デスナ川はロシア西部・スモレンスク州にあるスモレンスク高地に発する。水源はスモレンスク市の南東方向の、ナレチ村付近にある森林地帯で、エリニャからも遠くない。デスナ川はエリニャを通った後、沼地の多い谷間を南へと流れブリャンスクに至り、南西へ折れる。ブリャンスクはデスナ川右岸の丘の上に建てられた町である。
ロシアとウクライナの国境を超えるとほどなくノーウホロド＝シーヴェルシクィイの町がある。チェルニーヒウ州とスムィ州の州境付近を流れた後、西へ向きを変えチェルニーヒウ州に入る。バトゥールィンの北でデスナ川最大の支流セイム川と合流して川幅は広がり、多くの分流をつくりながら氾濫原を流れる。チェルニーヒウを通ると南西へ折れ、オステールでオステール川（ロシア語名： オスチョール川）と合流し、キエフのすぐ北方でドニプロ川に合流している。

## 生態系
ロシア西部のネルッサ川とデスナ川一帯のポリーシャには混合林、草地、ボグ、湿地があり、ヒグマ、オオヤマネコ、オオカミ、ヘラジカ、アカシカ、イノシシ、ノロジカなどが生息し、2001年にユネスコの生物圏保護区に指定された。また、ウクライナ北東部のデスナ川中流部の氾濫原には湖、ボグ、フェン、泥炭地、草地、マツ林、広葉樹林、オークとマツの混合林があり、保護種の水生植物、ヨーロッパミンク、クマ、オオヤマネコ、コチョウザメなどの動物、そしてチュウヒワシ、アシナガワシ、ヒメクマタカ、キンメフクロウ、スズメフクロウなどの猛禽類、ナベコウ、クロヅル、ウズラクイナなどのツル類、ホシハジロなどのカモ類、アジサシ類、シギチドリ類、カモメ類およびヨーロッパオオライチョウ、ノガンなどの鳥類およびオウシュウオオチャイロハナムグリ、アカヤマアリ、ヒル、ヨーロッパアカヤマアリ、コウスバカゲロウ、ヨーロッパメンガタスズメ、コウテイギンヤンマ、ジャコウカミキリ、マルハナバチ、アオハダトンボ、オオイチモンジ、ヨーロッパミヤマクワガタ、ヒオドシチョウ、キアゲハ、ジョウザンヒトリ、ツチバチ、クマバチ、ムラサキシタバ、アオモンギンセダカモクメ、イリスコムラサキ、エゾヨツメ、ハネカクシ、ダフニスヒメシジミなどの無脊椎動物の生息地で、ユネスコの生物圏保護区およびラムサール条約登録地となっている。

## 支流
デスナ川には大きな支流が右岸に18本、左岸に13本ある。主な支流には次のような川がある。
- 左岸
  - ボルヴァ川（英語版）
  - セイム川
  - オステル川（英語版）
  - ネルッサ川（英語版）
- 右岸
  - スドスチ川（英語版）
  - スノフ川

## 主要な都市

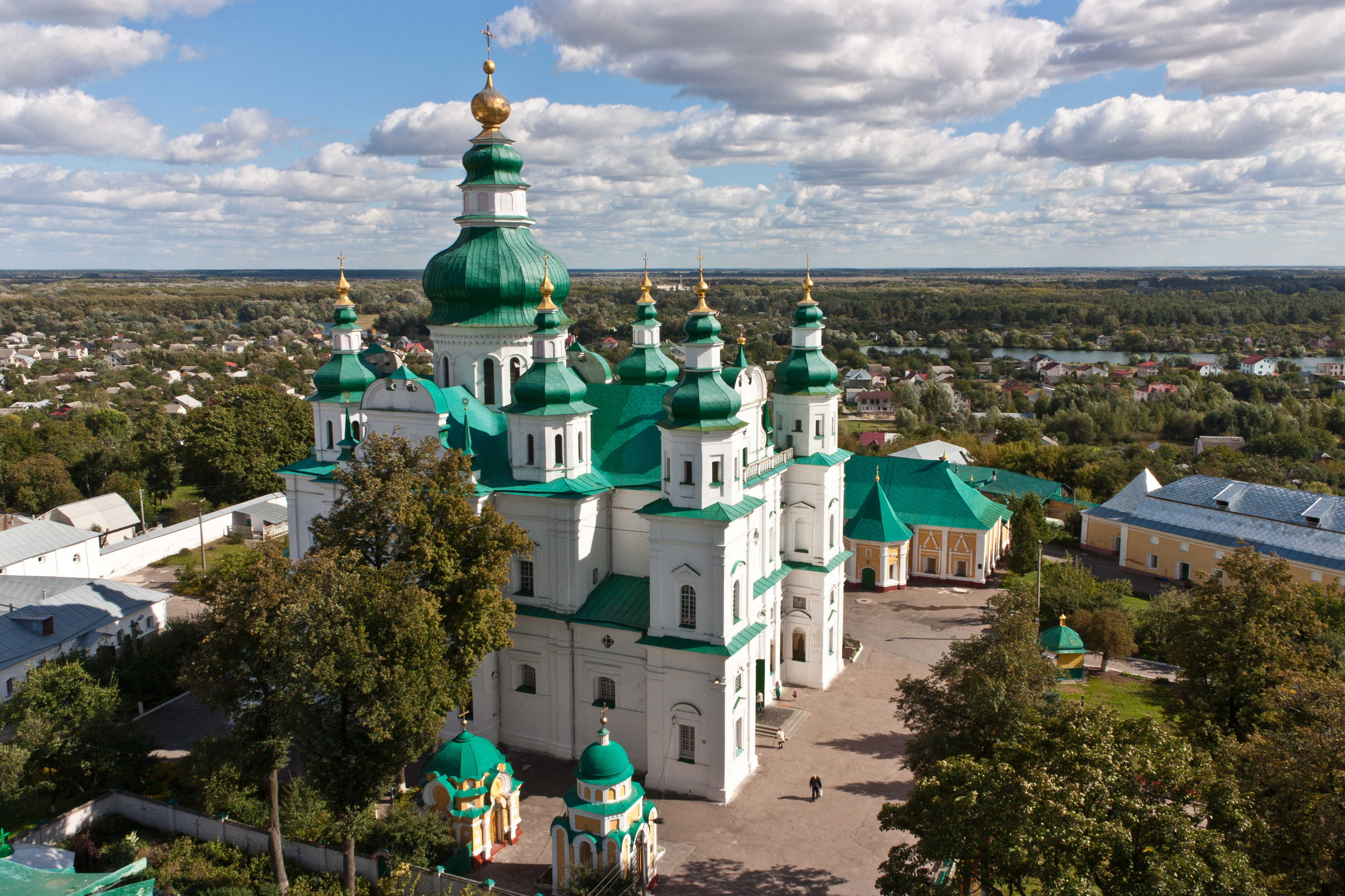
チェルニーヒウの生神女就寝修道院。背景にデスナ川が見える

- ロシア
  - エリニャ
  - デスノゴルスク
  - ジューコフカ
  - セリツォ
  - ブリャンスク
  - トルブチェフスク
- ウクライナ
  - ノーウホロド＝シーヴェルシクィイ
  - チェルニーヒウ
  - オステール